# Елисейково
Елисейково — деревня в Петушинском районе Владимирской области России, входит в состав Пекшинского сельского поселения.

## География
Деревня расположена на берегу реки Пекша в 5 км на север от центра поселения деревни Пекша и в 21 км на северо-восток от райцентра города Петушки.

## История
По писцовым книгам 1637 года деревня Елисеево значилась в Матренинской волости с центром в Воскресенском погосте.
В конце XIX — начале XX века деревня входила в состав Воронцовской волости Покровского уезда, с 1924 года — в составе Болдинской волости Владимирского уезда. В 1859 году в деревне числилось 26 дворов, в 1905 году — 45 дворов, в 1926 году — 32 дворов.
С 1929 года деревня входила в состав Черкасовского сельсовета Собинского района, с 1940 года — в составе Ларионовского сельсовета, с 1945 года — в составе Петушинского района, с 2005 года — в составе Пекшинского сельского поселения.

## Население
| 1859 | 1905 | 1926 |
| ---- | ---- | ---- |
| 171  | 232  | 105  |

| 1859 | 1905 | 1926 | 2002 | 2010 | 2021 |
| ---- | ---- | ---- | ---- | ---- | ---- |
| 171  | ↗232 | ↘105 | ↘18  | ↘12  | ↗18  |

## Достопримечательности
В 2008 году в деревне открыт Дом пейзажа имени И.И. Левитана (жил здесь в конце XIX веке). 